# Turan Mirzəyev
Turan Mirzəyev –también escrito como Turan Mirzayev– (Lankaran, URSS, 24 de septiembre de 1979) es un deportista azerbaiyano que compitió en halterofilia.
Ganó una medalla de bronce en el Campeonato Mundial de Halterofilia de 2003 y dos medallas en el Campeonato Europeo de Halterofilia, plata en 2003 y bronce en 2001.
Participó en tres Juegos Olímpicos de Verano, ocupando el cuarto lugar en Pekín 2008, el cuarto en Atenas 2004 y el noveno en Sídney 2000, en la categoría de 69 kg.

## Palmarés internacional
| Campeonato Mundial | Campeonato Mundial   | Campeonato Mundial | Campeonato Mundial |
| Año                | Lugar                | Medalla            | Categoría          |
| ------------------ | -------------------- | ------------------ | ------------------ |
| 2003               | Vancouver (Canadá)   | Medalla de bronce  | 69 kg              |
| Campeonato Europeo |                      |                    |                    |
| Año                | Lugar                | Medalla            | Categoría          |
| 2001               | Trenčín (Eslovaquia) | Medalla de bronce  | 69 kg              |
| 2003               | Lutraki (Grecia)     | Medalla de plata   | 69 kg              |